# كريستيان كون
كريستيان كون هو سياسي ألماني، ولد في 9 أبريل 1979 في توبينغن في ألمانيا. نشط حزبياً في تحالف 90/الخضر. في الانتخابات الفيدرالية الألمانية 2017، انتخب عضو في البوندستاغ الألماني عن دائرة Tübingen (electoral district) ‏ وقد انضم خلال البوندستاغ الألماني التاسع عشر (24 أكتوبر 2017 – ) للكتلة البرلمانية قسم حزب الخضر ‏ وانتخب عضو في البوندستاغ الألماني خلال فترته النيابية ‏ (22 أكتوبر 2013 – 24 أكتوبر 2017).

## وصلات خارجية
- الموقع الرسمي